# CLAP (telenovela)
CLAP (o CLAP, el lugar de tus sueños) es una telenovela juvenil mexicana producida por Televisa de la mano de Roberto Gómez Fernández en 2003. Protagonizada por Ana Layevska, Ari Borovoy, Lidia Ávila y Kika Edgar junto a Fernanda Castillo como la antagonista principal de la historia. Además cuenta con las actuaciones estelares de la primera actriz Luz María Aguilar, Manuel "Flaco" Ibáñez y Luz María Jerez.

## Argumento
Habiendo sido en su juventud una actriz de renombre, Ofelia se retiró de los escenarios después de perder a su única hija, a quien negó su apoyo cuando quiso seguir sus pasos. Ahora, arrepentida, Ofelia dedica su esfuerzo y talento a impulsar y desarrollar las aptitudes artísticas de los jóvenes que estudian en su instituto. Pero lo que Ofelia ansía sobre todas las cosas es encontrar a su nieto, quien desapareció el día en que su hija murió dando a luz.
Después de algunos contratiempos, Valentina, Helena y Montserrat logran ingresar al instituto, donde conocen a Juan Pablo, Camila, Florencia, Fabricio, Emiliano, Déborah, Daniela, Neto y Rolando. La atracción entre Juan Pablo y Valentina es inmediata, una atracción que no tarda en convertirse en amor profundo y verdadero. Sin embargo, su relación se verá ensombrecida por las intrigas de Camila, una muchacha rica y arrogante que está encaprichada con Juan Pablo.
Montserrat y Helena descubrirán que el amor no siempre trae la felicidad porque muchos hombres mienten al decir «Te amo», pero también aprenderán que los amigos sinceros comparten nuestras alegrías, nos apoyan en la adversidad, y nos estimulan a dar lo mejor de nosotros mismos y a no dejarnos vencer por los fracasos. Esta es una historia que nos adentra en la vida de los jóvenes que sueñan con el éxito en el escenario y luchan por conseguirlo; sus triunfos y decepciones, sus risas, su tristeza, sus problemas familiares, su música; el compañerismo que los une y la competencia que a veces provoca rivalidades y envidias.

## Elenco
- Ana Layevska - Valentina Quintero Aragón
- Ari Borovoy - Juan Pablo Tamayo Mendoza
- Lidia Ávila - Montserrat Ortiz Zubiria
- Kika Edgar - Helena Millán Acosta
- Fernanda Castillo - Camila Quevedo Zubizarreta
- Luz María Aguilar - Ofelia Montemayor
- Raúl Araiza - Gregorio Ceballos
- Mariana Ávila - Florencia
- Mauricio Martínez - Emiliano
- Luciano Seri - Tomás García Zubiria
- Óscar Bonfiglio - Sergio
- Damián Mendiola - Fabricio Santillán
- Karen Juantorena - Daniela
- Marlon Castro - Rolando Treviño
- Eugenio Bartilotti - Neto
- Manuel "Flaco" Ibáñez - Padre Constantino
- Luz María Jerez - Victoria Durán Quintero
- Macaria - Lucía
- Juan Carlos Colombo - Jorge Quintero
- Wendy González - Jazmín
- Martín Ricca - Martín
- Luis Gatica - Alonso Rivadeneira
- Mariana Karr - Alenka
- Rosita Pelayo - Zulema
- Polo Ortín - Ezequiel
- Yula Pozo - Juventina
- Roxana Saucedo - Gracia
- Mané Macedo - Malule
- Lucía Muñoz - Citlali
- Luis Couturier - Gilberto Quevedo
- Eduardo Liñán - Federico García
- Alejandro Peniche - Braulio
- Teo Tapia - Gustavo
- José Luis Reséndez - César
- Ronald Duarte - Víctor
- Thaily Amezcua - Deborah Treviño
- Mauricio Bueno - Eric
- Marco Uriel - Felipe Rangel
- Alan Ibarra - Claudio

## Equipo de producción
- Historia original: Socorro González, Eduardo Jiménez Pons, Gloria Berrutti
- Adaptación: Jorge Núñez, Javier González Rubio, Verónica Ángeles
- Versión libre (segunda parte): Gabriela Ortigoza
- Edición literaria: Paulina Gómez Fernández
- Escenografía: Ángeles Márquez, Miguel Ángel Medina
- Ambientación: Leticia Rivera, María Carvajal
- Diseño de vestuario: Pablo Montes, Claudia Flores
- Coreógrafa: Verónica Falcón
- Musicalizador: Saúl Torres
- Producción musical: Chacho Gaytán, Sergio Jurado
- Editor: Alejandro Becerril
- Asistente de dirección de escena: Xavier Romero
- Jefes de producción: Julieta de la O, Luis Rodríguez
- Coordinadora de producción: Silvia Cano Castillo
- Director de cámaras en locación: Héctor Márquez
- Director de escena en locación: Eric Morales
- Director de cámaras y escena: Heriberto López de Anda
- Productora asociada: Giselle González Salgado
- Productor ejecutivo: Roberto Gómez Fernández

## Premios y nominaciones

### Premios TVyNovelas 2004
| Categoría                  | Nominado(a)       | Resultado |
| -------------------------- | ----------------- | --------- |
| Mejor revelación femenina  | Kika Edgar        | Nominada  |
| Mejor revelación masculina | Ari Borovoy       | Nominado  |
| Mejor revelación masculina | Mauricio Martínez | Nominado  |